# Wolff-Ulrich Weder
Wolff-Ulrich Weder (* 6. Dezember 1940 in Dresden) ist ein deutscher Gebrauchsgrafiker und war Hochschullehrer.

## Leben und Werk
Weder studierte von 1961 bis 1967 an der Hochschule für Grafik und Buchkunst in Leipzig. Danach war er in Dresden freischaffend als Gebrauchsgrafiker tätig. Von 1969 bis 1971 gehörte er der Dresdner Produktionsgenossenschaft Bildender Künstler Kunst am Bau an. Diese Genossenschaft war eine in der DDR einzigartige Institution, die Kunstwerke und Werke der angewandten Kunst aller Genres schuf, insbesondere nach Großaufträgen im Rahmen des Wohnungsbauprogramms. Weder entwarf insbesondere Signets und Plakate und gestaltete Bücher, Kataloge und Messestände. Als Maler und Grafiker schuf er u. a. konstruktivistische Collagen.
Weder war von 1970 bis 1990 Mitglied des Verbands Bildender Künstler der DDR. 1968 wurde er im Wettbewerb Die 100 besten Plakate des Jahres für die Theater-Plakate zu Die Ermittlung, Der Stellvertreter und Nun singen sie wieder mit einem Anerkennungspreis geehrt. Von 1993 bis 2006 hatte Weder eine Professur für Grundlagen der Gestaltung an der Fakultät für Architektur der Technischen Universität Dresden. 

## Fotografische Darstellung Weders
- Henrik Ahlers: Wolff-Ulrich Weder bei der Vorstellung seines Entwurfs für die Tür des Zimelienzimmers des Buchmuseums der Sächsischen Landesbibliothek (2001)[1]

## Museen und öffentliche Sammlungen mit Werken Weders (mutmaßlich unvollständig)
- Dresden: Galerie Neue Meister[2]
- Dresden: Kupferstichkabinett[2]
- Dresden: Kustodie der TU Dresden
- Göpfersdorf: Anita und Günter Lichtenstein Stiftung
- Wilanów: Plakatmuseum in Wilanów

## Werke (Auswahl)
- Signet Schnelle medizinische Hilfe (1983; auf der X. Kunstausstellung der DDR)[3]
- Künstlerischer Entwurf der Tür des Zimelienzimmers des Buchmuseums der Sächsischen Landesbibliothek (2001; Ausführung durch die Firma Thorandt Metallbau Dresden)[4]
- Entwurf der Gedenktafel des Dresdner Revolutionsweges am Südostportal der Katholischen Hofkirche Dresden (enthüllt 2012)
- Entwurf der Gedenktafel des Dresdner Revolutionsweges an der Kreuzkirche (enthüllt 2013)[5]

## Ausstellungen (unvollständig)

### Einzelausstellungen
- 1991: Dresden, Galerie Mitte

### Teilnahme an Ausstellungen
- 1972, 1979 und 1985: Dresden, Bezirkskunstausstellungen
- 1972 bis 1988: Dresden, VII. bis X. Kunstausstellung der DDR
- 1977: Leipzig, Messehaus am Markt („Kunst und Sport“)
- 1985: Berlin, Berliner Stadtbibliothek („Marken und Zeichen aus der DDR“)
- 1991: Zürich, Haus für konstruktive und konkrete Kunst („Kunst, die es nicht gab? Konstruktiv und konkret aus der ehemaligen DDR“)
- 2023: Dresden, Altana Galerie der Kustodien der TU Dresden („Kunst und Lehre an der TU Dresden in den 1990er-Jahren“)